# Ždírec (ort i Tjeckien, lat 50,52, long 14,62)
Ždírec är en ort i Tjeckien. Den ligger i den centrala delen av landet, 50 km norr om huvudstaden Prag. Ždírec ligger 361 meter över havet och antalet invånare är 116.
Terrängen runt Ždírec är platt. Runt Ždírec är det ganska glesbefolkat, med 43 invånare per kvadratkilometer. Närmaste större samhälle är Česká Lípa, 19,8 km norr om Ždírec. I omgivningarna runt Ždírec växer i huvudsak blandskog.